# Morningstarita
La morningstarita és un mineral de la classe dels òxids.

## Característiques
La morningstarita és un òxid de fórmula química Na(W2.67Fe³⁺0.33)O₉·H₂O. Va ser aprovada com a espècie vàlida per l'Associació Mineralògica Internacional en el mes de març de l'any 2025, i encara resta pendent de publicació. Cristal·litza en el sistema hexagonal. És una espècie isostructural amb la wumuïta.
Les mostres que van servir per a determinar l'espècie, el que es coneix com a material tipus, es troben conservades a les col·leccions mineralògiques del Museu d'Austràlia Meridional, a Adelaida, Austràlia, amb el número de registre: G35466, i al Museu d'Història Natural del Comtat de Los Angeles, a Los Angeles (Califòrnia) amb el número de catàleg: 76453.

## Formació i jaciments
Va ser descoberta a l'escombrera de les obres d'ampliació de la mina Morning Star, una de les mines de Bamford Hill, a la localitat de Bamford del comtat de Mareeba (Queensland, Austràlia). Aquesta mina australiana és l'únic indret de tot el planeta on ha estat descrita aquesta espècie mineral.